# Síndrome de Strasburger-Hawkins-Eldridge
El Síndrome de Strasburger-Hawkins-Eldridge, también conocido como Síndrome de Strasburger-Hawkins-Eldridge-Hargrave-McKusick, síndrome de Vessel o sinfalangismo de Cushing, es una afección génetica muy infrecuente, los síntomas principales de esta enfermedad son el sinfalangismo proximal, anquilosis de los dedos afectados y perdida de audición progresiva Esta enfermedad está presente desde el nacimiento
Hay una diferencia entre este síndrome y el sinfalangismo en sí mismo, ya que; mientras que el sinfalangismo (en especial el proximal) solo se constituye como una fusión de las falanges de los dedos de la mano y el pie, este síndrome constituye el sinfalangismo mismo y muchos otros síntomas más.

## Signos y síntomas
Hay varios síntomas en este síndrome, pero los principales son 
- Sinfalangismo proximal en los dedos del pie y/o de la mano
- Perdida de audición progresiva

Los síntomas menos frecuentes son los siguientes: 
- Camptodactilia del dedo meñique
- Sinostosis de huesos carpales
- Sinostosis tarsal
- Braquidactilia
- Anquilosis de codo
- Sinostosis metacarpofalangeal
- Anquilosis de estribo
- Aplasia/hipoplasia de las falanges medias de los dedos del pie y/o la mano
- Clinodactilia del dedo meñique
- Sindactilia de los dedos de la mano
- Estrabismo
- Pliegues de flexión anormales de los dedos
- Pie plano[3][4]

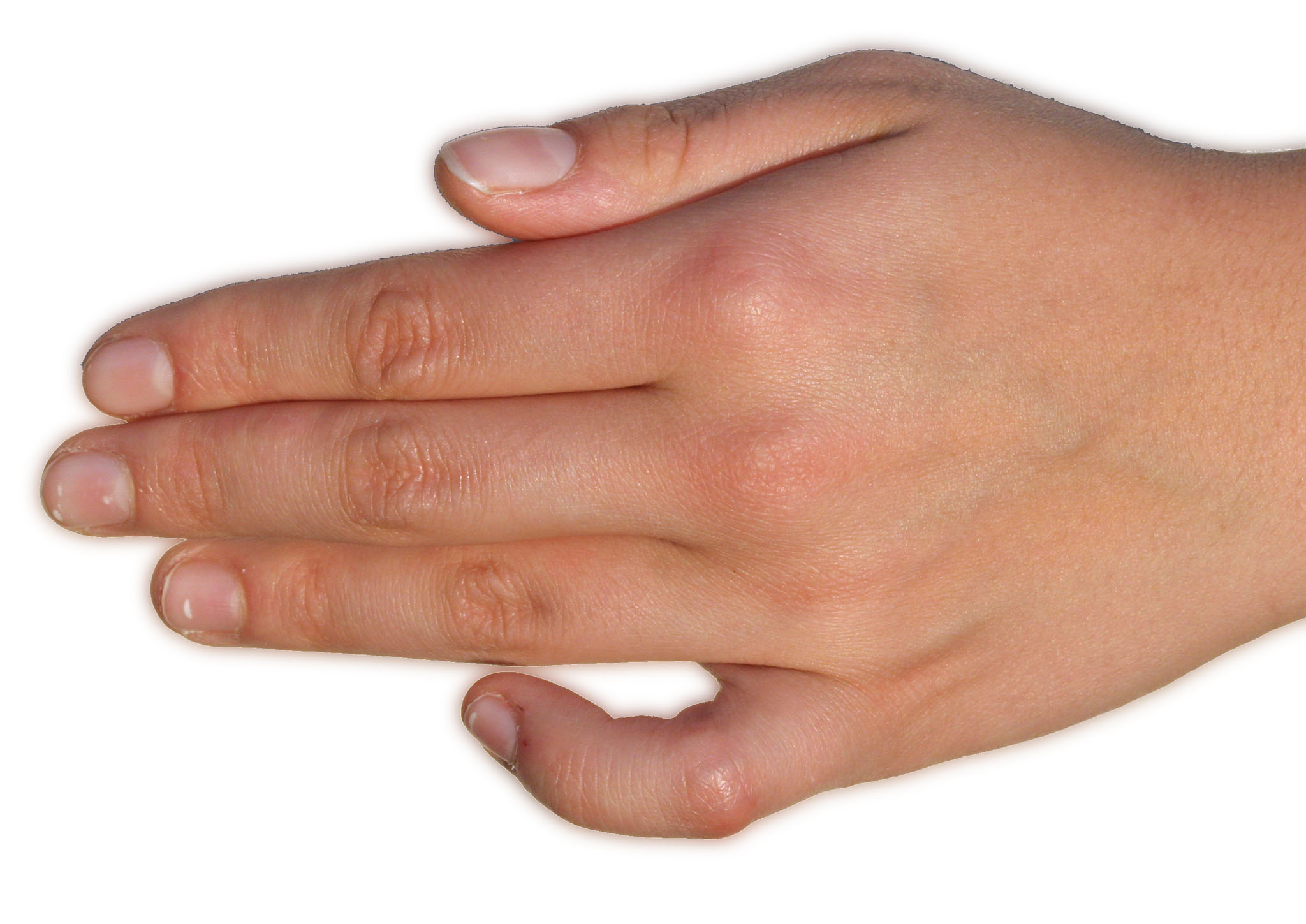
Camptodactilia de dedo meñique
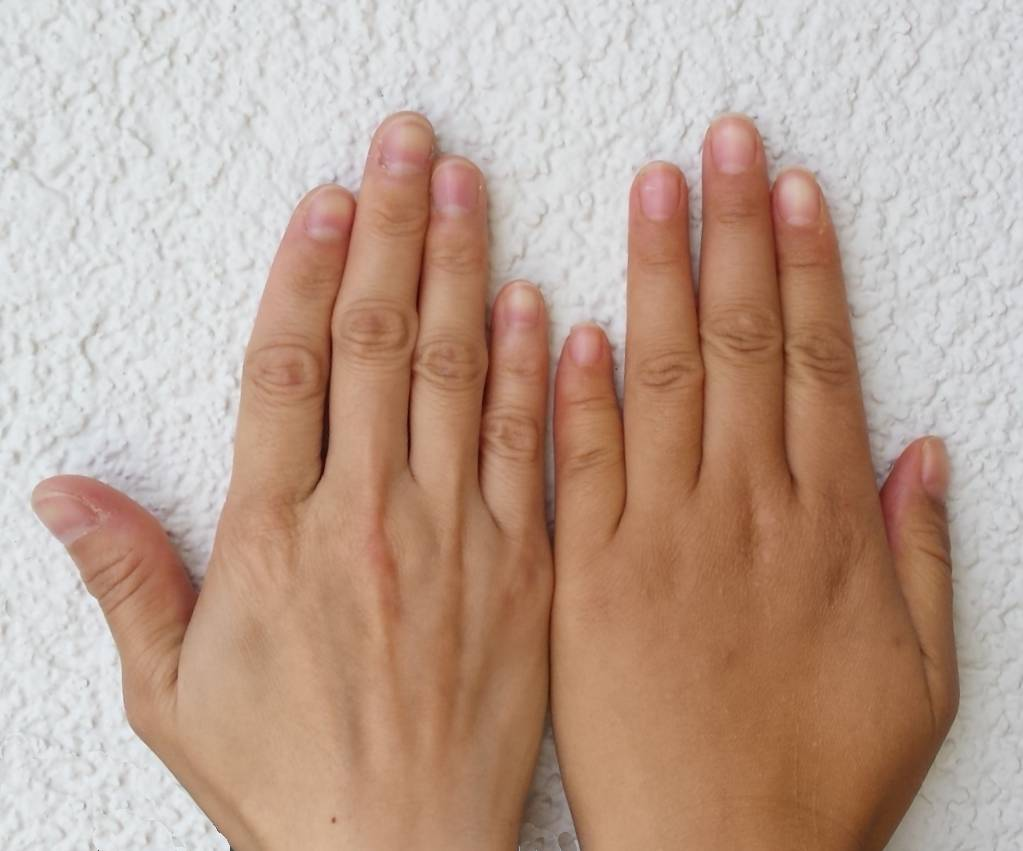
Braquidactilia, en este caso del dedo meñique debido a braquifalangismo de la falange media.
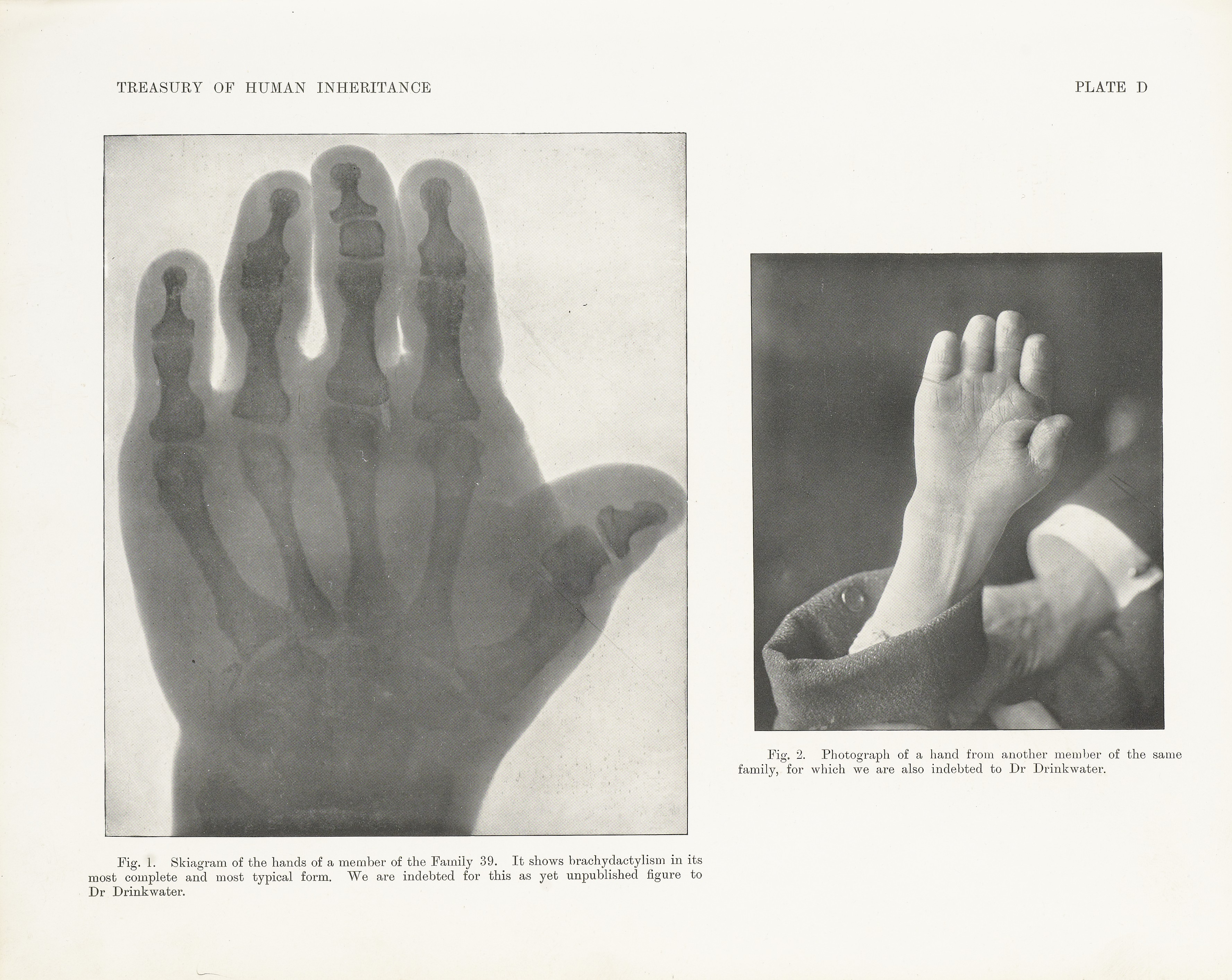
Hipoplasia y aplasia completa de las falanges medias de los dedos de la mano, resultando en braquidactilia generalizada.
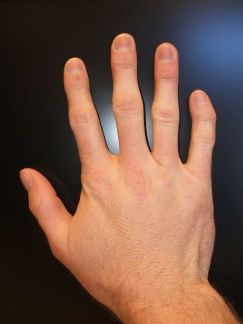
Clinodactilia del deno meñique
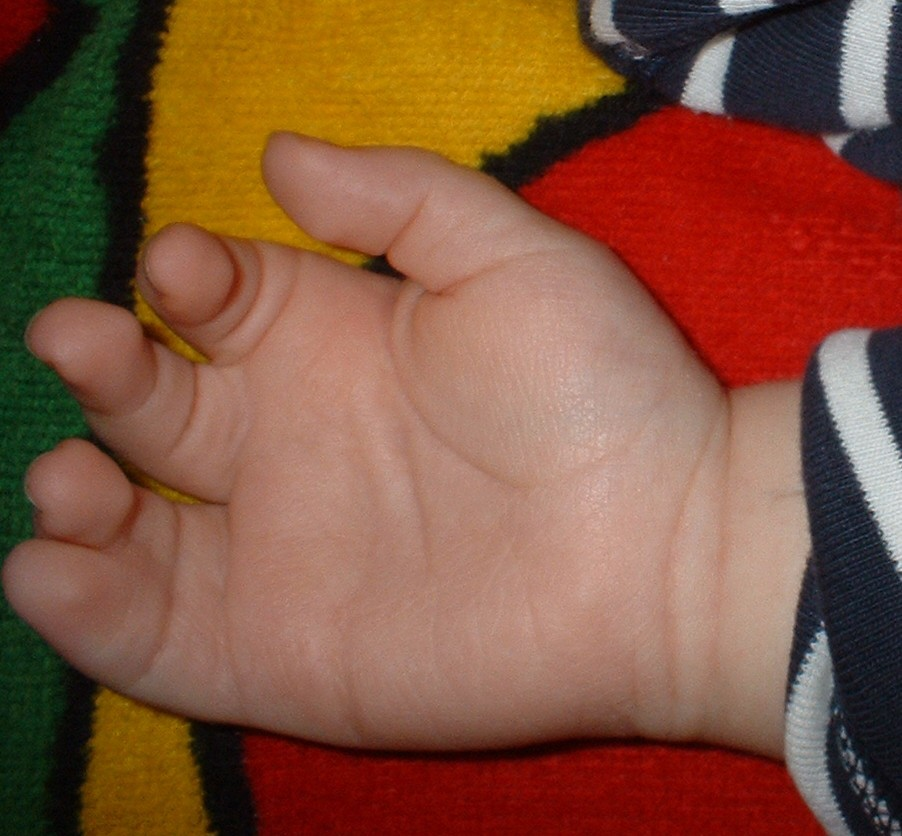
Sindactilia de la mano
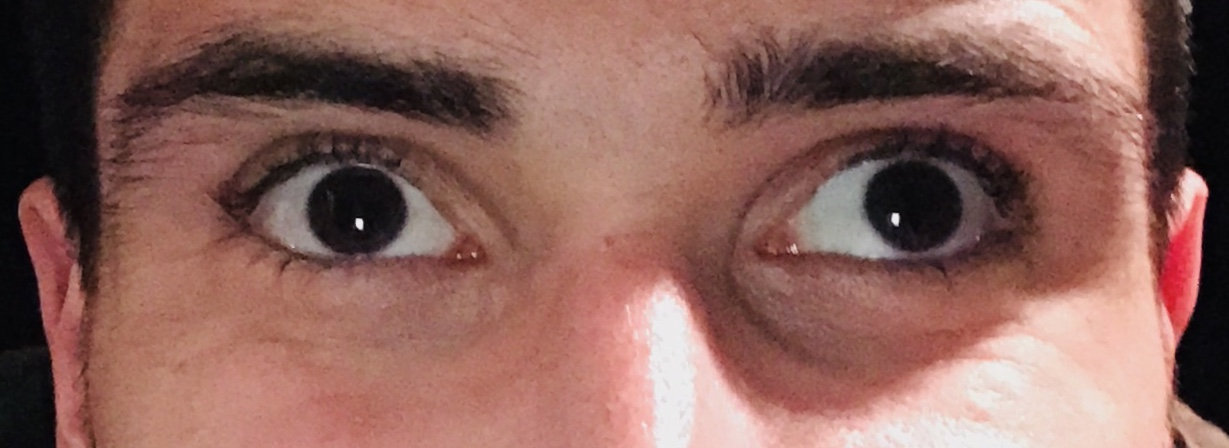
Estrabismo
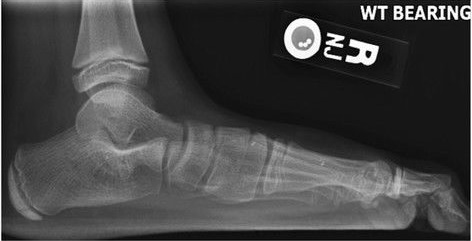
Radiografía de un pie plano.

## Causas
Este síndrome es causado por mutaciones autosómicas dominantes en el gen NOG en el cromosoma 17 o en el gen GDF5 en el cromosoma 20, sin embargo, hay veces en donde la causa genética no puede ser identificada
La pérdida de audición ocurre debido a una fusión de los osiculos auditorios en el oído, estos son el martillo, el yunque, y el estribo